# Edificio La Nave
El Edificio Caralps 2, más conocido como Edificio La Nave, es un inmueble de conservación histórica de estilo modernista ubicado en la calle Serrano a un costado de la plaza Sotomayor, en la ciudad de Valparaíso, Chile.

## Historia
Fue construido como edificio de uso mixto por encargo del comerciante español Francesco Caralps en 1912. Por problemas económicos su diseño original de ocho pisos no se llevó a cabo, y solo se construyeron cuatro niveles, solo en su obra gruesa. Si bien está ubicado en la plaza Sotomayor, el inmueble permaneció mayormente sin ocupación gran parte de su historia. Entre los años 1950 y 1970 albergó en sus niveles inferiores el restaurante La Nave, lo que le dejó el nombre por el cual es conocido, mientras que en los pisos superiores funcionaron talleres y una imprenta.
En 1998 la Municipalidad de Valparaíso mostró interés en el inmueble, por lo que fueron reparados el torreón y su fachada, pero la iniciativa no prosperó. En 2019 su propietario Roberto Rosso inició un proceso de habilitación del edificio que terminó en 2022. Ese año la administración del alcalde Jorge Sharp suscribió un contrato de arriendo para la instalación de las oficinas de desarrollo económico y cooperación internacional del municipio, además de tres juzgados de policía local.

## Descripción
De estilo modernista, cercano al modernismo catalán, el edificio consta de cuatro niveles, con estratificación de fachadas en entrantes y salientes, una baranda corrida con balaustres. Destaca su torreón curvo en esquina, que conforma el vértice norponiente de la plaza Sotomayor, y que marca la entrada a la calle Serrano.